# Rosenhain (Löbau)
Rosenhain (obersorbisch Róžany) ist ein Ortsteil der sächsischen Stadt Löbau im Landkreis Görlitz in der Oberlausitz. Der Ort liegt nordöstlich des Löbauer Stadtzentrums am Rosenhainer Wasser. Umgebende Ortsteile sind Kleinradmeritz im Norden, Zoblitz (Ortsteil von Reichenbach) im Osten, Dolgowitz und Wendisch-Cunnersdorf im Süden und Bellwitz im Westen. Zu Rosenhain gehörten bis zur Eingemeindung nach Löbau auch die heutigen Löbauer Stadtteile Wendisch-Cunnersdorf und Wendisch-Paulsdorf.
| Jahr | Einwohner                               |
| ---- | --------------------------------------- |
| 1777 | 6 besessene Mann, 16 Gärtner, 6 Häusler |
| 1834 | 240                                     |
| 1871 | 253                                     |
| 1890 | 258                                     |
| 1910 | 298                                     |
| 1925 | 274                                     |
| 1939 | 694                                     |
| 1946 | 994                                     |
| 1964 | 848                                     |
| 1990 | 698                                     |

## Geschichte
Rosenhain wurde 1317 erstmals urkundlich erwähnt und in diesem Jahr der Gerichtsbarkeit der Stadt Löbau zugewiesen. Vermutlich ist der Ort jedoch deutlich älter. Der Siedlungsform nach ist Rosenhain ein Waldhufendorf, in welchem bereits 1345 ein Vorwerk existierte. Aus diesem ging das 1619 erwähnte Rittergut hervor. 1777 gehören Anteile von Rosenhain zum Rittergutsbezirk des benachbarten Ortes Bellwitz. Weitere Dorfanteile waren verschiedenen Grundherrschaften zugeordnet, so dass es eine starke Zersplitterung der Flur gab. Kirchlich ist Rosenhain nach Kittlitz und Bischdorf eingepfarrt.
Seit 1847 führt die Bahnstrecke Görlitz–Dresden über Rosenhainer Flur, für die eine 30 Meter lange Brücke über das Rosenhainer Wasser errichtet werden musste. Eine Bahnstation besitzt der Ort jedoch nicht.
Bis ins späte 19. Jahrhundert wurde in Rosenhain auch Sorbisch gesprochen. Arnošt Muka ermittelte 1884/85 eine Einwohnerzahl von 248, darunter waren neben 225 Deutschen auch 23 Sorben (9 %). Diese sprachen den mittlerweile ausgestorbenen Löbauer Dialekt. Ernst Tschernik hatte 1956 in der Gemeinde gerade noch zwei Sprecher gezählt.
Am 1. April 1939 wurden die benachbarten Dörfer Wendisch-Paulsdorf und Wendisch-Cunnersdorf nach Rosenhain eingemeindet und amtlich in Rosenhain II bzw. Rosenhain III umbenannt. Diese Namensänderung erfolgte im Sinne der nationalsozialistischen Germanisierungspolitik, wonach Ortsnamen mit slawischem Ursprung umbenannt werden sollten. 1974 erfolgte die Eingemeindung von Dolgowitz. 
Am 1. März 1994 kam Rosenhain als Stadtteil zu Löbau.

## Rittergut
Für das 1619 erstmals genannte Rittergut Rosenhain entstanden im Laufe der Zeit verschiedene Wohn- und Wirtschaftsgebäude, von denen noch einige bis zur Gegenwart erhalten blieben. Neben Ställen, Mühlen und Wirtschaftsgebäuden sind auch die Reste der beiden früheren Herrenhäuser noch zu sehen.
- Altes Schloss: Das Gebäude wurde um 1619 als vermutlich erstes Herrenhaus des Rittergutes errichtet. Der schlichte Bau besitzt einen rechteckigen Grundriss und hatte ursprünglich ein steiles Walmdach mit Dachreiter. Um 1890 erfolgte der Umbau zum Arbeiterwohnhaus.[6] 1916 wurde das Gebäude bei einem Brand schwer beschädigt und kurz darauf in der heutigen Form wiederaufgebaut.[4]

- Neues Schloss: Das neue Schloss entstand um 1885 für den damaligen Rittergutsbesitzer Eckoldt im Stil einer herrschaftlichen Villa. Zu DDR-Zeiten wurden Dach und oberstes Geschoss abgetragen und das Haus dabei bis zur Unkenntlichkeit verändert. Die verbliebene Bausubstanz diente zuletzt als Betriebsküche der örtlichen LPG.[4]

## Wassermühlen
Von wirtschaftlicher Bedeutung war Rosenhain einst als Mühlenstandort. Zeitweise gab es drei Wassermühlen im Ort, welche ihre Antriebskraft durch das Rosenhainer Wasser erhielten. Die Obermühle befand sich im Oberdorf unterhalb der heutigen Straßenbrücke der Bundesstraße 6 unmittelbar neben dem Eisenbahnviadukt. Seit ca. 1950 dient das Anwesen als Wohnhaus. Unterhalb der Obermühle lag die Niedermühle, welche nach 1945 abgerissen wurde. Dritte Wassermühle war die zum Rittergut gehörende Gutsmühle unmittelbar neben dem Alten Schloss.